# Сирано де Бержерак (филм из 1950)
Сирано де Бержерак (енгл. Cyrano de Bergerac), америчка комична историјска драма из 1950. године заснована на истоименој драми Едмона Ростана. Филм је снимљен у црно-белој техници, а главни глумац Хосе Ферер награђен је Оскаром за најбољег глумца у главној улози.

## Радња
У Паризу седамнаестог века, песник и врхунски мачевалац Сирано де Бержерак (Хосе Ферер) зауставља приказивање представе јер наводно не може да поднесе бомбастични стил главног глумца, Монфлерија (Артур Блејк). Изнервирани аристократа, Виконт де Валверт (Алберт Кавенс), изазива га на двобој тако што је банално вређао Сиранов огроман нос. Сирано прво исмејава његов недостатак духовитости, импровизујући бројне инвентивне начине на које је Валверт могао то изразити (на велику забаву публике). Затим на лицу места саставља баладу за ту прилику и рецитује је током борбе мачевима. Са последњим стихом убоде противника.
Сиранов пријатељ Ле Брет (Морис Карновски), капетан Гаскоњске гарде, упозорава га да је стекао моћне непријатеље међу пријатељима своје жртве, али он није забринут. Када га Ле Брет притиска да открије прави разлог због којег мрзи Монфлерија, Сирано признаје да је постао љубоморан када је видео глумца како се смеши његовој прелепој рођаки Роксани (Мала Пауерс). Он признаје да је заљубљен у њу, али не гаји наду да ће му  узвратити због његове ружноће (то јест, због носа). Када ујутру добије позив од Роксане да је види, коначно је охрабрен да делује.
Тада му се посластичар и колега песник Рагено (Лојд Кориган) обраћа за помоћ. Рагено је сазнао да је племић којем се ругао својим стиховима, гроф де Гиш (Ралф Клантон), унајмио стотину разбојника да му дају лекцију. Сирано га прати, убија осморицу нападача, а отера остале.
Следећег дана, пре него што је успео да каже Роксани о својим осећањима, она га обавештава да се заљубила у згодног гардисту Кристијана де Невилета (Вилијам Принс), иако није чак ни разговарала са њим. Сирано крије своје разочарање и пристаје да јој помогне.
Сирано се спријатељује са младићем, који је у његовој јединици гарде, и открива да је заљубљен у Роксану, али да је превише невешт на речима да јој се удвара. Да би му помогао, Сирано саставља Кристијанова љубавна писма Роксани, која она сматра неодољивим. Касније, Кристијан одлучује да више не жели помоћ и покушава да разговара са Роксаном лицем у лице, али не успева и она одлази у своју кућу љута. Сирано, кријући се у жбуњу, долази у помоћ, али овог пута опонашајући Кристијанов глас и обраћајући се Роксани испод њеног балкона. Толико је елоквентан да (ненамерно) добија пољубац за Кристијана од Роксане.
Када је арогантни гроф Де Гиш, који се такође удвара Роксани, притисне да се уда за њега, Сирано га задржава на улици довољно дуго да се она уместо тога уда за Кристијана. Бесан, Де Гиш, Кристијанов командант, наређује му да се одмах придружи његовој јединици за рат против Шпанаца, спречавајући пар да проведу брачну ноћ заједно.
Са Сираном под његовом командом такође, Де Гиш завређује мачеваочево поштовање својим држањем у рату. Са ратишта, Сирано свакодневно шаље Роксани писма која је наводно написао Кристијан. Роксана посећује свог мужа у логору и каже му да се сада заљубила у њега не само због његовог изгледа већ и због његових речи, и да би га волела чак и да је ружан. Схвативши да она заиста воли Сирана, Кристијан натера свог ривала да пристане да каже Роксани истину и пусти је да одлучи између њих. Али пре него што се укаже прилика, Кристијан се добровољно јавља за опасну мисију и смртно је рањен, што спречава Сирана да открије истину Роксани.
Роксана у жалости одлази у манастир. Пролазе године, а Сирано посећује Роксану сваке недеље, пошто се повукао из војске и писао сатиричне чланке који исмејавају племство. Де Гиш, која се такође спријатељила са њом и почео да поштује Сирана, чуо је да неки увређени дворани спремају заверу против Сирана. Де Гиш упозорава Роксану да би Сиранов живот могао бити у опасности. Једне ноћи, Сирано је намамљен у заседу и песника прегазе кочије. Близу смрти, он крије своје повреде и одлази да одржи свој састанак са Роксаном последњи пут. Његова тајна љубав према Роксани се коначно открива када из сећања изговара последње љубавно писмо које је она сачувала, али је прекасно. Сирано прво пада у делиријум, а затим умире, остављајући Роксану у жалости по други пут.

## Продукција
Док је оригинална француска драма Сирано де Бержерак писана у десетерцу, за овај филм коришћен је превод слободним стихом песника Брајана Хукера из 1923. на енглески као основа за сценарио. Овај филм је био прва филмска верзија Ростанове драме на енглеском, иако је било неколико ранијих адаптација на различитим језицима.
Филм је продуцирао Стенли Крамер, а режирао Мајкл Гордон. За улогу Сирана, Хосе Ферер је добио Оскара за најбољег глумца у главној улози. Мала Пауерс је глумила Роксану, а Вилијам Принс Кристијана де Невилета. Филм је у јавном власништву од средине 1980-их.

## Види јиш
- Сирано де Бержерак (филм из 1990)